# Välås
Välås är en bebyggelse sydväst om Kungsbacka i Vallda socken i Kungsbacka kommun. Från 2015 avgränsar SCB här en småort.